# Мальябія
Мальябія, Мальявія (баск. Mallabia (офіційна назва), ісп. Mallavia) — муніципалітет в Іспанії, у складі автономної спільноти Країна Басків, у провінції Біская. Населення — 1178 осіб (2009).
Муніципалітет розташований на відстані близько 320 км на північ від Мадрида, 32 км на схід від Більбао.
На території муніципалітету розташовані такі населені пункти: (дані про населення за 2009 рік)
- Арейтіо: 67 осіб
- Гойта: 120 осіб
- Гереа: 84 особи
- Осма: 109 осіб
- Берано-Нагусі: 72 особи
- Мальябія: 645 осіб
- Арандоньйо: 50 осіб
- Берано-Чикі: 31 особа

## Демографія
Динаміка населення (INE ):

## Галерея зображень

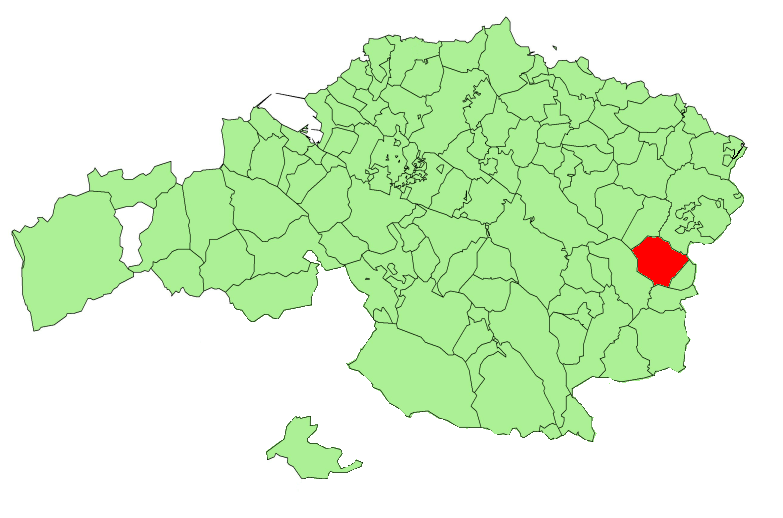
Розташування муніципалітету
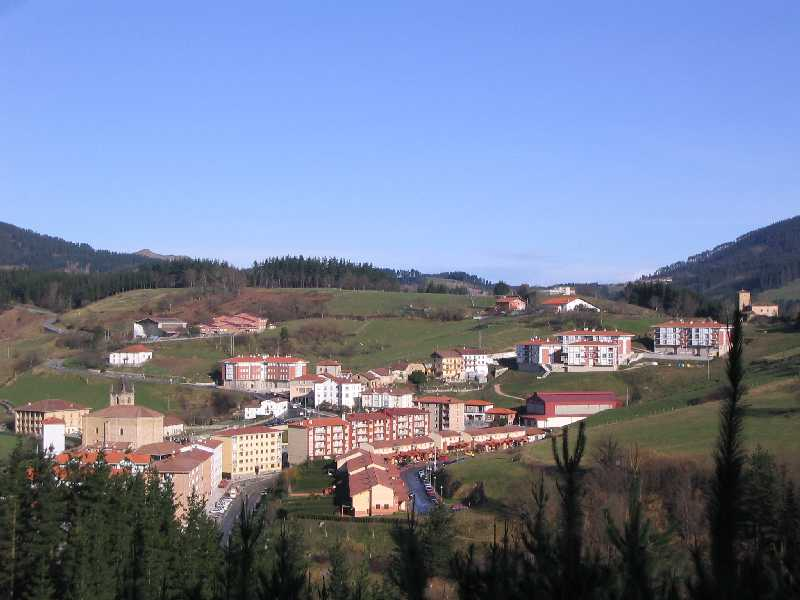
Мальябія